# Bulbophyllum setigerum
Bulbophyllum setigerum är en orkidéart som beskrevs av John Lindley. Bulbophyllum setigerum ingår i släktet Bulbophyllum och familjen orkidéer. Inga underarter finns listade i Catalogue of Life.